# 东阳乡 (华县)
东阳乡是中国陕西省渭南市华县下辖的一个乡，2011年7月并入高塘镇。

## 行政区划
东阳乡下辖以下行政区：
堡底村、西峪村、南堡村、拆头村、留马村、小村、安饶村、宋斜村、候崖村、胡磊村、东阳村、朝良村、泽口村、里寺村、江村、南候村、北候村